# Victor Abens
Victor Abens (Vianden, 16 ottobre 1912 – Liegi, 14 gennaio 1993) è stato un politico lussemburghese.

## Biografia
Abens fu membro del Lëtzeburger Volleks Legio'n, gruppo di resistenza che lottò contro l'occupazione tedesca durante la seconda guerra mondiale. Nel novembre 1944 guidò con successo la difesa della sua città natale, Vianden, e del castello di Vianden contro le Waffen-SS. Dopo la guerra fu eletto alla Camera dei deputati dal 1945, e fu borgomastro di Vianden dal 1946. Mantenne entrambe le cariche fino al 1981. Dal 1964 al 1979 fu membro dell'Assemblea Parlamentare del Consiglio d'Europa in rappresentanza della Camera dei deputati nazionale. Fu eletto al Parlamento europeo nel 1979, e ivi rimase per due legislature fino al 1989.
Abens morì in Belgio nel 1993.